# Marcus Caecilius September
Marcus Caecilius September war ein im 1. Jahrhundert n. Chr. lebender Angehöriger des römischen Ritterstandes (Eques).
Durch ein Militärdiplom, das auf den 7. November 88 datiert ist, ist belegt, dass September im Jahr 88 Kommandeur der Cohors Musulamiorum war, die zu diesem Zeitpunkt in der Provinz Syria stationiert war.
Durch vier Vindolanda-Tafeln ist ein Caecilius September belegt. Bei zwei der Tafeln handelt es sich um Korrespondenz zwischen September und Flavius Cerialis, dem Kommandeur der Cohors VIIII Batavorum. Laut Anthony R. Birley ist es vorstellbar, dass der Caecilius September der Vindolanda-Tafeln mit dem Kommandeur der Cohors Musulamiorum identisch ist; er hätte demnach in Syria sein erstes militärisches Kommando (siehe Tres militiae) ausgeübt und ca. 12 Jahre später hätte er als drittes militärisches Kommando die Leitung einer Ala in der Provinz Britannia übernommen.

## Datierung
Die Vindolanda-Tafeln werden bei den Roman Inscriptions of Britain auf 97/105 datiert.